# Länsväg O 650
Länsväg O 650 är en övrig länsväg i Sverige som går mellan Stora Höga i Stenungsunds kommun och Backamo i Uddevalla kommun. Stora delar av Länsväg O 650 har hastighetsbegränsningen 80 km/h. Genom Ucklum och Spekeröd är hastighetsgränsen 50 km/h. I Stora Höga ansluter vägen till Länsväg 160 och E6 (90) och i Backamo till Länsväg 167. 
Fram till 1991 var vägen en del av E6 mellan Göteborg och Uddevalla.

## Korsningar och anslutningar
|  | Nr | Namn            | Skyltning                                               |
|  | -- | --------------- | ------------------------------------------------------- |
|  | 90 | Stora Högamotet | E 6 Oslo, Göteborg, 160 Stenungsund, 645 mot Stora Höga |
|  |    |                 | 638 mot Gåre                                            |
|  |    |                 | 639 mot Kåleberg                                        |
|  |    |                 | 641 mot Tången                                          |
|  |    |                 | 649 mot Stenungsund                                     |
|  |    |                 | 642 mot Västerlanda                                     |
|  |    |                 | 665 mot Svenshögen                                      |
|  |    |                 | 660 mot Svenshögen                                      |
|  |    |                 | 2039 Hasteröd                                           |
|  |    |                 | 167 mot Ljungskile - Lilla Edet, 660 mot Svenshögen     |